# Выход в город
«Выход в город» — девятый студийный альбом российского рэп-рок-исполнителя Noize MC. Первая часть альбома была выпущена 19 ноября 2021 года и состояла из 10 треков. Полная версия альбома из 20 песен, также включающая вторую часть релиза, была выпущена 17 декабря 2021 года с новой обложкой. Автором обложки стал современный российский художник Дима Ребус, работающий с акварелью, дождевой водой и химическими растворами.
Эксклюзивно для сервиса Яндекс Музыка исполнителем был составлен своеобразный «аудиогид» по альбому, состоящий из авторских аннотаций к каждому треку длиной в 40-60 секунд каждая.
На композиции «Вояджер-1», «Выход в город», «Миокард», «Сопротивление воздуха», «Век-волкодав», «Столетняя война», «Вуду», «Всё как у людей», «26.04» были сняты клипы.

## История создания
13 ноября 2020 года была выпущена песня «Вояджер-1»; в аннотации к релизу утверждалось, что это «песня из нового альбома». Вместе с синглом были выпущены 3 ремикса к нему, которые составили EP «Вояджер-1», а также клип.
В декабре 2020 года в ходе интервью Иван упомянул о готовящемся новом альбоме, в который, помимо новых песен и недавно вышедшей «Вояджер-1», может быть включена песня «26.04», которая была издана 26 апреля в рамках 17 Независимого хип-хоп баттла Hip-hop.ru. Альбом планировался в единой концепции, с «перекличкой» между треками в музыкальном и смысловом плане.
14 января 2021 года в составе трибьют-альбома в честь Осипа Мандельштама «Сохрани мою речь навсегда» была выпущена песня «Век-волкодав (За гремучую доблесть грядущих веков)», которая впоследствии оказалась и на альбоме «Выход в город». 6 мая на песню был выпущен клип.
30 августа, наряду с объявлением об отмене концертного тура «Всё как у людей», был анонсирован новый альбом, в который войдут ранее выпущенные песни «Вояджер-1», «26.04» и «Всё как у людей».
27 октября артист заявил, что завершил процесс записи нового альбома.
19 ноября была выпущена первая часть альбома, состоящая из 10 треков («Выход в город», «Миокард», «Сельма Лагерлёф», «Двадцатые годы», «Столетняя война», «Инстинкт», «Паучьими тенётами», «Букет крапивы», «Всё как у людей», «Вереница»), а также анонсирована вторая часть альбома, также из 10 треков. Ранее изданная в составе трибьют-альбома Егору Летову песня «Всё как у людей» в данном релизе была с изменённым вступлением и музыкой. В тот же день на заглавный трек альбома был представлен клип. 26 и 27 ноября в Москве прошли концерты-презентации первой половины альбома.
6 декабря был выпущен клип на трек «Сопротивление воздуха» из второй части альбома.
С 12 по 19 декабря в Доме творчества Переделкино проводилась специальная выставка NFT-работ, видеоклипов на песни из альбома и прочих работ Noize MC.
17 декабря была издана вторая часть альбома из 10 песен («Вояджер-1», «Сопротивление воздуха», «Век-волкодав», «Вуду», «Трансгуманизм 2.0», «Песня предателя», «Бизнесмен, что продал мир», «26.04», «Первые симптомы», «Опыт отсутствия») и концертный клип на трек «Миокард».
Впоследствии исполнитель сообщил, что наработки для некоторых треков из альбома изначально предназначались для других проектов: музыка к песне «Столетняя война» была написана в 2014 году для совместной с Фредом Дёрстом композиции «Someone to blame», которая так и не была записана по причине отсутствия куплета от Дёрста; музыка к песне   «Инстинкт» должна была быть использована в треке «Zombie Box» из нереализованного англоязычного альбома Noize MC;   композиция  «Вояджер-1» была написана Иваном для Земфиры, изначальный текст был от женского лирического героя.

## Об альбоме
Согласно аннотациям к песням, весь альбом делится на 4 тематических блока:
- Прерванный полёт («Вояджер-1», «Выход в город», «Миокард», «Сельма Лагерлёф», «Сопротивление воздуха»);
- Стрельба по своим («Двадцатые годы», «Век-волкодав», «Столетняя война», «Вуду», «Инстинкт»);
- Под колпаком («Трансгуманизм 2.0», «Паучьими тенётами», «Песня предателя», «Бизнесмен, что продал мир», «Всё как у людей»);
- Мы здесь не навсегда («Букет крапивы», «26.04», «Первые симптомы», «Опыт отсутствия», «Вереница»)

## Список композиций
| №                   | Название                                    | Длительность |
| ------------------- | ------------------------------------------- | ------------ |
| 1.                  | «Вояджер-1»                                 | 3:38         |
| 2.                  | «Выход в город»                             | 3:08         |
| 3.                  | «Миокард»                                   | 3:02         |
| 4.                  | «Сельма Лагерлёф»                           | 4:34         |
| 5.                  | «Сопротивление воздуха»                     | 2:56         |
| 6.                  | «Двадцатые годы»                            | 3:15         |
| 7.                  | «Век-волкодав» (трибьют Осипу Мандельштаму) | 2:58         |
| 8.                  | «Столетняя война»                           | 3:13         |
| 9.                  | «Вуду»                                      | 3:29         |
| 10.                 | «Инстинкт»                                  | 3:53         |
| 11.                 | «Трансгуманизм 2.0» (при уч. White Punk)    | 3:20         |
| 12.                 | «Паучьими тенётами»                         | 2:58         |
| 13.                 | «Песня предателя»                           | 3:57         |
| 14.                 | «Бизнесмен, что продал мир»                 | 3:52         |
| 15.                 | «Всё как у людей» (трибьют Егору Летову)    | 4:30         |
| 16.                 | «Букет крапивы»                             | 3:05         |
| 17.                 | «26.04»                                     | 3:50         |
| 18.                 | «Первые симптомы»                           | 3:57         |
| 19.                 | «Опыт отсутствия»                           | 3:14         |
| 20.                 | «Вереница» (при уч. ВЕРЕНИЦА)               | 3:44         |
| Общая длительность: | Общая длительность:                         | 1:10:33      |

## Критика
Рецензии на альбом появились как в профильных музыкальных изданиях, так и в более широкоформатных СМИ. Авторы рецензий сошлись в глубоком текстовом содержании, тематической разнообразности и общей мрачности атмосферы альбома.
Этот релиз, пожалуй, самый откровенный и душевный из всего творчества Нойза МС и его командыАлла Жидкова, «Московский комсомолец»
Нойз с годами становится все медленнее и задумчивее.
Он не выносит вердикты, не захлебывается ненавистью,
хотя смотреть на то, что происходит со страной, ему … невыносимо горько.Ян Шенкман, «Новая газета»
Алексеев, любимым творческим оружием которого всегда были
тотальная ирония и панковская беспринципная удаль,
тут непривычно много поет совсем откровенно,
почти навзрыд — и, разумеется, часто подставляется.Александр Горбачёв
Сам Noize MC был удручён первой реакцией слушателей на альбом:
Я сделал максимум, который могу, на этом этапе своей карьеры,
и вообще не получил той отдачи, которую ожидал.